# Amalophyllon miraculum
Amalophyllon miraculum là một loài thực vật thuộc họ Thượng tiễn, đặc hữu của Andes thuộc Ecuador. Loài này được phát hiện tại Centinela, Ecuador năm 2024.
Cây có kích thước nhỏ và là một loài mọc trên đá. Chúng thường phát triển gần các thác nước do nhu cầu hơi ẩm lớn.